# Like a Prayer (singolo)
Like a Prayer è una canzone della cantautrice statunitense Madonna, pubblicata nel 1989 come primo singolo estratto dall'album omonimo. Scritta e prodotta da Madonna e Patrick Leonard, Like a Prayer denota un approccio più personale ed artistico nello scrivere canzoni da parte della cantante, la quale, con questo album, voleva soddisfare il suo pubblico più adulto.
Like a Prayer è una canzone pop rock con elementi della musica gospel. Un coro offre voci di sottofondo che accrescono la natura spirituale della canzone, mentre una chitarra rock mantiene la musica oscura e misteriosa. Nel testo della canzone, Madonna introduce alcune parole liturgiche, ispirate dalla educazione cattolica con la quale è cresciuta, ma ne cambia il contesto di utilizzo; esse, infatti, posseggono sfumature di significato che permettono sia un'interpretazione religiosa, ma anche allusioni sessuali.
Like a Prayer è stata acclamata dalla critica e fu un successo commerciale; la canzone è, infatti, il settimo numero uno della cantante nella Billboard Hot 100, e ha raggiunto la vetta delle classifiche in Australia, Canada, Danimarca, Finlandia, Irlanda, Italia, Nuova Zelanda, Norvegia, Svezia, Regno Unito ed altri paesi.
Subito dopo la sua pubblicazione, il Vaticano ha condannato il video, mentre gruppi di famiglie e gruppi religiosi hanno protestato contro la sua programmazione. Tali gruppi hanno inoltre deciso di boicottare i prodotti della Pepsi, che utilizzava la canzone per un suo spot pubblicitario. Preoccupata per la situazione, la Pepsi decise di rescindere il contratto, anche se alla cantante fu permesso di tenere il suo compenso iniziale.
Like a Prayer occupa il 300º posto all'interno della classifica delle 500 migliori canzoni più belle di tutti i tempi stilata dalla rivista Rolling Stone nel 2004.
La canzone è stata inoltre utilizzata come colonna sonora principale del film Deadpool & Wolverine nel trailer e in alcune parti del film.

## Descrizione

### Antecedenti
Il 1988 fu un anno tranquillo nel campo delle registrazioni per Madonna. Nella sua vita, invece, molte cose cambiarono. Il matrimonio tra la cantante e l'attore americano Sean Penn naufragò, Madonna compì trent'anni, la stessa età che aveva la madre quando morì, inoltre i suoi lavori da attrice ricevettero solo commenti negativi. Questo portò ad un tumulto emotivo, e ad un periodo di profonde riflessioni, soprattutto riguardo alla morte della madre e alla sua fede cattolica. Nel maggio del 1989, nella rivista Interview, Madonna affermò che la fede cattolica ha acceso in lei, fin da quando era piccola, un sentimento di colpa:
"Per il cattolicesimo tu nasci peccatore e sei peccatore per tutta la vita. Non importa quanto tu provi a fuggire da questa situazione, il peccato è dentro di te tutto il tempo. È la paura del peccato che mi tormenta, mi schernisce e mi crea dolore ogni momento. La musica è l'unica distrazione che ho avuto". La cantante decise, quindi, di usare le sue questioni personali per dare una direzione al suo nuovo disco. La cantante affermò, "Cosa volevo dire? Volevo che le canzoni dell'album parlassero di quello che passava nella mia mente. Era un periodo molto complesso della mia vita.

### Sviluppo
Madonna ha scritto questo pezzo con Patrick Leonard che ha collaborato con lei nella produzione di molte canzoni dei precedenti album. Madonna stessa, in un'intervista, ha spiegato a Rolling Stone perché il suo rapporto con Leonard ha dimostrato di avere un tale successo: “Siamo entrambi dal Midwest e in fondo al nostro cuore siamo entrambi geek. È un tipo malinconico, ed è un musicista di formazione classica con un incredibile senso della melodia. Ci siamo piaciuti fin dall'inizio. Ci ritroviamo sempre con qualcosa di interessante. Solitamente non scriviamo canzoni frivole ma abbiamo fatto anche quelle. C'è qualcosa di magico nella nostra scrittura”.
Insieme scrissero e produssero la canzone che poi darà il titolo all'album, Like a Prayer. Una volta che Madonna capì come trasformare le sue idee in musica, Madonna scrisse la canzone in sole tre ore. Madonna descrisse Like a Prayer come "la canzone di una ragazza innamorata, così innamorata di Dio che la ragazza considera Dio come l'unica figura maschile nella sua vita". Ulteriore ispirazione per la scrittura della canzone proviene dalla credenza cattolica della transustanziazione. Lei crede che l'acqua e il vino, che i cattolici pensano che si trasformino nel Corpo di Cristo durante la messa, abbiano poteri trasformativi e ogni parola nella preghiera abbia un significato preciso. Per Madonna, Like a Prayer ha questo potere trasformativo. Nel testo della canzone, Madonna introduce alcune parole liturgiche, ispirate dalla educazione cattolica con la quale è cresciuta, ma ne cambia il contesto di utilizzo; esse, infatti, posseggono sfumature di significato che permettono sia un'interpretazione religiosa, ma anche allusioni sessuali. Nel libro di Taraborelli Madonna, an intimate biography, Leonard ha spiegato che non si trovò molto a suo agio con il testo della canzone, in quanto trovava presenti in esso allusioni sessuali. In particolare nel ritornello: "When you call my name, It's like a little prayer, I'm down on my knees, I wanna take you there. Leonard trovò in esso un riferimento al sesso orale, chiese a Madonna di cambiare il testo, ma Madonna rifiutò.
Nella canzone, ad appoggiare Madonna, canta il coro gospel Andrae Crouch, i cui membri, però, si rifiutarono di comparire nel video musicale della canzone.

## Il rapporto con la Pepsi
Like a Prayer è stata la prima canzone di un'artista importante ad essere utilizzata in uno spot prima ancora di essere pubblicata nei negozi o nelle stazioni radio. Prima che la canzone uscisse, infatti, la Pepsi firmò con Madonna un contratto di 5 milioni di dollari contratto di testimonial, che comprendeva uno spot di 2 minuti il quale avrebbe segnato il debutto della canzone. Lo spot, curato da un'agenzia pubblicitaria della Pepsi BBDO, fu soprannominato Make a Wish e mostrava Madonna guardando se stessa, da bambina, ad appena otto anni, mentre faceva qualche movimento di danza per la strada.
La pubblicità fu promossa in uno spot di 30 secondi andato in onda durante il Grammy Award del 22 febbraio 1989, mentre il 2 marzo andò in onda in televisione in prima serata in tutto il mondo e anche negli Stati Uniti durante il The Cosby Show. Dalla Pepsi affermarono che ben 250 milioni di telespettatori hanno visto la pubblicità e che loro erano chiaramente la scelta delle giovani generazioni, come dimostravano le loro partnership con Whitney Houston e Michael Jackson. Lo spot era intelligente e innocente, la canzone fu da subito una hit, chiaramente destinata al #1 al suo debutto.
La canzone fu pubblicata il giorno successivo e fu aggiunta alle playlist radiofoniche di tutto il mondo. 
Fu anche aggiunta su MTV ma invece di dare vita a un video che era un'estensione dello spot, Madonna ha radicalmente cambiato concept. Nessuna ragazzina di otto anni ad una festa di compleanno. Troviamo invece Madonna testimone di un crimine brutale mentre si rifugia in una chiesa. Si bacia con un uomo di colore, ottiene le stimmate sulle mani e balla davanti a croci che bruciano.
Come prevedibile, i gruppi religiosi si sentirono oltraggiati e con la American Family Association e il Vaticano condannarono il tutto. La Pepsi, di fronte a un simile boicottaggio, scaricò Madonna e non fece più trasmettere lo spot.
Così facendo Madonna dimostrò che la sua arte era più importante del denaro. La Pepsi ebbe la canzone per un giorno, mentre MTV (da sempre una roccaforte per Madonna) ottenne tutto il resto, beneficiando della controversia, con spettatori sintonizzati per vedere cosa ci fosse di tanto sconvolgente nel video.
La Pepsi aveva altri due spot pianificati con la cantante e stava per sponsorizzare il suo tour Blond Ambition ma, in seguito all'accaduto, sciolse ogni associazione e impegno con Madonna.

## Video
Il video inizia sfocato, con una figura in lontananza che corre verso qualcosa, poi si vede che è Madonna, la quale a un certo punto cade al suolo davanti alla camera, ma solleva il volto ed il busto. Qui iniziano a sovrapporsi scene calcanti; lei è appena uscita da un vicolo e vede una gang approfittare di una ragazza indifesa per stuprarla.
Madonna riesce a guardare in faccia il capo della gang che, all'arrivo della polizia, subito si nasconde seguito dai compagni; la cantante allora fugge via, riprendendo dunque la scena iniziale. Vede davanti a sé una chiesa, entra e scopre la statua di un santo di colore (ispirato da San Martino de Porres) che s'anima, la bacia sulla guancia e sulla fronte, poi se ne va. A quel punto lei prende un coltello che si trova vicino e, sanguinando, scopre che ha le stigmate, che poi si ricuciono. Intanto, nella scena successiva, un uomo di colore, che aveva preso la ragazza per rianimarla, viene visto dai poliziotti e arrestato, mentre la cantante lo vede allontanarsi per colpe non commesse. Madonna è quindi mostrata ballare di fronte a croci che bruciano. Compie poi un viaggio mistico durante il quale lei viene afferrata da una donna nera che la "lancia" verso un coro formato in gran parte da bambini e ragazzi. I bambini girano attorno a lei e Madonna balla con loro, finché lei si sveglia e scopre che ci sono realmente il coro e i chierichetti. Ella viene poi sublimata dalla presenza del santo (che prefigura l'uomo di colore); si vede poi l'innocente in cella mentre Madonna parla col guardiano e lo fa uscire. Improvvisamente cala il sipario d'un teatro: quando si rialza, il coro festeggia con un ultimo ballo l'uomo di colore, acclamato dalla cantante; a questo punto il sipario si richiude e appare la scritta The end.
Anche questo video è stato censurato come quelli di Justify My Love, Erotica, What It Feels Like for a Girl.
Nel 2006 un sondaggio indetto da MTV Italia lo ha eletto come "video più rivoluzionario" della storia della musica.
Mentre nel 2007 è stato eletto da MTV, come il video che ha scosso di più il mondo, dopo Thriller.

### Crediti Video
- Director: Mary Lambert
- Producer: Sharon Oreck
- Director of Photography: Steven Poster
- Editor: John Travers
- Production Company: O Pictures

## Esecuzioni dal vivo
Like a Prayer è stata cantata nei concerti del Blond Ambition Tour (1990), del Re-Invention Tour (2004), dello Sticky & Sweet Tour (2008) e dello Sticky & Sweet Tour 2.0 (2009) [eseguita in una nuova versione dal titolo Like a Prayer 2008 (Like A Prayer/Feels Like Home)], nell'MDNA Tour (2012) e durante la sua performance al SuperBowl del 2012. La canzone è stata proposta in alcune date del Rebel Heart Tour ed eseguita nella setlist del Madame X Tour. È stata eseguita durante la sua apparizione all'Eurovision Song Contest del 2019. Nel 2023 e nel 2024 con il suo ritorno sulle scene e il tour mondiale The Celebration Tour, Madonna ha eseguito il brano nel primo atto dello show dando una rappresentazione blasfema con croci e posizioni attuate dai ballerini che richiamano Gesù Cristo sulla croce, il tutto su una giostra che continuava a girare con su sfondo una grande croce.

## Tracce
Singolo 7"
1. Like a Prayer (7" Version) – 5:19
2. Act of Contrition – 2:19

Singolo 7" / Singolo 3" Giappone
1. Like a Prayer (7" Fade Version) – 5:07
2. Act of Contrition – 2:19

CD Singolo 3" Germania
1. Like a Prayer (7" Version) – 5:08
2. Like a Prayer (12" Extended Remix) – 7:21
3. Like a Prayer (12" Club Version) – 6:35

Singolo 12" Stati Uniti
1. Like a Prayer (12" Dance Mix) – 7:50
2. Like a Prayer (12" Extended Remix) – 7:21
3. Like a Prayer (Churchapella) – 6:14
4. Like a Prayer (12" Club Version) – 6:35
5. Like a Prayer (7" Remix Edit) – 5:41
6. Act of Contrition – 2:19

Singolo 12" Regno Unito
1. Like a Prayer (12" Dance Mix) – 7:50
2. Like a Prayer (Churchapella) – 6:14
3. Like a Prayer (7" Remix Edit) – 5:41

Singolo 12" Regno Unito
1. Like a Prayer (12" Extended Remix) – 7:21
2. Like a Prayer (12" Club Version) – 6:35
3. Act of Contrition – 2:19

Singolo promozionale Stati Uniti
1. Like a Prayer (7" Version) – 5:08
2. Like a Prayer (7" Remix Edit) – 5:41
3. Like a Prayer (7" Dance Edit) – 5:25
4. Like a Prayer (12" Dance Mix) – 7:50
5. Like a Prayer (12" Club Version) – 6:35

Singolo 12" promozionale Stati Uniti
1. Like a Prayer (12" Dance Mix) – 7:50
2. Like a Prayer (Instra Dub) – 6:01
3. Like a Prayer (Bass Dub) – 5:31
4. Like a Prayer (12" Club Version) – 6:35
5. Like a Prayer (Dub Beats) – 4:39
6. Like a Prayer (7" Remix Edit) – 5:41

## Classifiche
Like A Prayer ebbe un successo enorme in tutto il mondo, raggiungendo la prima posizione quasi ovunque.
| Classifica (1989) | Posizione massima |
| ----------------- | ----------------- |
| Australia         | 1                 |
| Austria           | 2                 |
| Belgio            | 1                 |
| Canada            | 1                 |
| Paesi Bassi       | 2                 |
| Finlandia         | 1                 |
| Francia           | 2                 |
| Germania          | 2                 |
| Irlanda           | 1                 |
| Italia            | 1                 |
| Giappone          | 1                 |
| Norvegia          | 1                 |
| Nuova Zelanda     | 1                 |
| Spagna            | 1                 |
| Svezia            | 1                 |
| Svizzera          | 1                 |
| Regno Unito       | 1                 |
| Stati Uniti       | 1                 |

### Classifiche di fine anno
| Classifica (1989) | Posizione |
| ----------------- | --------- |
| Australia         | 1         |
| Austria           | 7         |
| Belgio            | 12        |
| Canada            | 1         |
| Paesi Bassi       | 13        |
| Italia            | 5         |
| Svizzera          | 6         |
| Regno Unito       | 10        |
| Stati Uniti       | 25        |

### Classifiche decennali
| Classifica (1980-1989) | Posizione |
| ---------------------- | --------- |
| Austria                | 41        |